# Марк Гарно
Жозе́ф Жан-Пиер Марк Гарно́ е канадски астронавт, инженер и политик.
Той е първият канадец в космоса, взел участие в 3 космически полета на борда на космическите совалки на НАСА. От 2001 до 2006 г. оглавява Канадската космическа агенция. През 2006 г. започва политическа кариера като кандидат от Либералната партия на Канада на федералните избори (2006) в Палатата на общините в Канада.

## Образование
Марк Гарно има степен бакалавър по техническа физика, която той получил през 1970 г. в Кралския военен колеж (Канада) и докторска степен по електротехника, получена в Имперския колеж в Лондон. От 1982 до 1983 г. учил в Командно-щабния колеж на Канадската армия в Торонто.

## Астронавт
През 1984 г. е изпратен да вземе участие в програмата CAP (Canadian Astronaut Program) и става един от седемте астронавти, избрани от 4000 кандидата. Той излита на совалката „Чалънджър“ в мисия STS-41G като специалист по полезни товари. Полетът продължава от 5 до 13 октомври 1984 г.
Вторият му полет е на „Индевър“, мисия STS-77, където отново е специалист по полезни товари, (19 до 29 май 1996 г.).
За трети път полита на „Индевър“, мисия STS-97, на 30 ноември 2000 г. вече като специалист по полетите.
| Космически полети на Марк Гарно                                   | Космически полети на Марк Гарно | Космически полети на Марк Гарно | Космически полети на Марк Гарно | Космически полети на Марк Гарно |
| №                                                                 | Дата                            | КК                              | Функции                         | Продължителност                 |
| ----------------------------------------------------------------- | ------------------------------- | ------------------------------- | ------------------------------- | ------------------------------- |
| 1                                                                 | 5 октомври 1984                 | „Чалънджър“ STS-41G             | Специалист по полезни товари    | 8 денонощия 5 часа 23 мин.      |
| 2                                                                 | 19 май 1996                     | „Индевър“STS-77                 | Специалист по полезни товари    | 10 денонощия 0 часа 40 мин.     |
| 3                                                                 | 1 декември 2000                 | „Индевър“ STS-97                | Специалист по мисията           | 10 денонощия 19 часа 58 мин.    |
| Сумарно време в космоса – 29 денонощия 2 часа 0 мин и 15 секунди. |                                 |                                 |                                 |                                 |

От отряда на астронавтите излиза през февруари 2001 г.
След излизането от отряда той заема поста изпълнителен вицепрезидент на ККА, а след това, в ноември 2001 г. става негов президент. През август 2003 г. Марк Гарно е удостоен с най-високата награда на своята страна: става кавалер на Ордена на Канада. Марк Гарно оглавява канадската космическа агенция до края на 2005 г., когато той започва политическата си кариера.